# Stadio di Roudourou
Lo stadio di Roudourou (in francese stade de Roudourou) è uno stadio di Guingamp in Francia, che è sede degli incontri interni del Guingamp. Lo stadio è in grado di contenere 18.256 persone a seguito di una ristrutturazione nel 2007. Ci sono progetti in corso per modificare lo stadio mediante l'attuazione di un tetto coperto nel settore ospiti, che è attualmente l'unico supporto che rimane scoperto.